# Lâm Đức Thụ
Lâm Đức Thụ (chữ Hán: 林德樹; 1890 - 1947) là người hoạt động cách mạng chống Pháp rồi trở thành chỉ điểm cho mật thám Pháp, người được cho là đã bán đứng Phan Bội Châu cho thực dân Pháp và cũng là người được phía Trung Quốc cho rằng đã mai mối Tăng Tuyết Minh cho Nguyễn Ái Quốc.
Lâm Đức Thụ tên thật là Nguyễn Công Viễn (阮公遠), còn có biệt danh là Trương Béo hoặc bí danh là Hoàng Chấn Đông, quê ở Thái Bình, con trai cụ tú tài Nguyễn Hữu Đàn và là cháu nội nhà nho yêu nước Nguyễn Mậu Kiến. Lâm Đức Thụ thi đỗ đầu xứ, nên còn gọi là Đầu xứ Viễn.
Năm 1912, Lâm Đức Thụ gia nhập Việt Nam Quang phục Hội của cụ Phan Bội Châu.
Năm 1923, do bất mãn với tư tưởng bảo thủ của cánh già, Lâm Đức Thụ cùng với một số thanh niên nhiệt huyết như: Lê Hồng Phong, Hồ Tùng Mậu, Lê Hồng Sơn, Phạm Hồng Thái, Nguyễn Giãng Khanh, Đặng Xuân Hồng...đã ly khai Việt Nam Quang phục Hội lập một đoàn thể cấp tiến hơn gọi là Tâm Tâm xã.
Năm 1925, Lâm Đức Thụ và một số đồng chí sáng lập Việt Nam Thanh niên Cách mạng Đồng chí Hội, tổ chức cách mạng thoát thai từ tổ chức Tâm tâm xã. Lâm Đức Thụ có một người vợ Trung Quốc tên là Lý Huệ Quần (có tài liệu gọi là Lương Huệ Quần). Ngôi nhà của gia đình Lý Huệ Quần tại đường Văn Minh, Quảng Châu là nơi thế hệ cách mạng đầu tiên của Việt Nam Thanh niên Cách mạng Đồng chí Hội trú ngụ và huấn luyện lý thuyết cách mạng, công tác vận động quần chúng. Một số tác giả cho rằng khi hoạt động tại Trung Quốc, Lâm Đức Thụ đã cùng Lý Thụy chỉ điểm Phan Bội Châu cho Pháp.
Năm 1947, do bị phát hiện là "chỉ điểm", "mật thám", "tay sai cho Pháp", Lâm Đức Thụ bị "dân quân" ám sát tại quê hương làng Vũ Trung, huyện Kiến Xương, tỉnh Thái Bình.